# 埃弗肖特铁路集团
埃弗肖特铁路集团（英語：Eversholt Rail Group）是一家在英國從事鐵路車輛租賃的公司，成立於1994年，是英國三大鐵路車輛租賃公司之一，擁有超過3000個載客車卡。
2010年，匯豐控股以21億英鎊向3i Infrastructure plc出售Eversholt Rail Group。
2015年1月，長江實業聯同長江基建以10.27億英鎊收購Eversholt Rail Group，雙方各佔50%股權。
2015年7月，Eversholt Rail Group以3.61億英鎊向First Great Western購買並租賃173卡AT300列車。

## 外部連結
- Eversholt Rail Group （页面存档备份，存于）